# 九丁目、泣いて笑った交差点女の中の男一匹
『九丁目、泣いて笑った交差点 女の中の男一匹』（きゅうちょうめ、ないてわらったこうさてん おんなのなかのおとこいっぴき）は、1976年12月4日から同年12月25日まで日本テレビ系列の『グランド劇場』枠で放送されていた日本テレビ製作のテレビドラマ。柏戸比呂子の脚本デビュー作である。全4話。

## キャスト
- 古山春男：愛川欽也
- 古山秋子：坂口良子
- 沢田夏江：由紀さおり
- ナンシー：ナンシー美紀
- 悠子：松原智恵子
- 浅井専務：沢本忠雄
- 西条：永井秀和
- 古山千代：賀原夏子

## スタッフ
- 脚本：高野秋彦、柏戸比呂子
- 演出：小林俊一 ほか
- プロデューサー：早川恒夫